# جون بافورد
جون بافورد (بالإنجليزية: John Buford)‏ هو ضابط أمريكي، ولد في 4 مارس 1826 في مقاطعة ودفورد في الولايات المتحدة، وتوفي في 16 ديسمبر 1863 في واشنطن العاصمة في الولايات المتحدة.

## وصلات خارجية
- جون بافورد على موقع الموسوعة البريطانية (الإنجليزية)